# Podlaska Wytwórnia Samolotów
Podlaska Wytwórnia Samolotów (PWS) war ein polnischer Flugzeughersteller der 1920er und 1930er Jahre.

## Geschichte

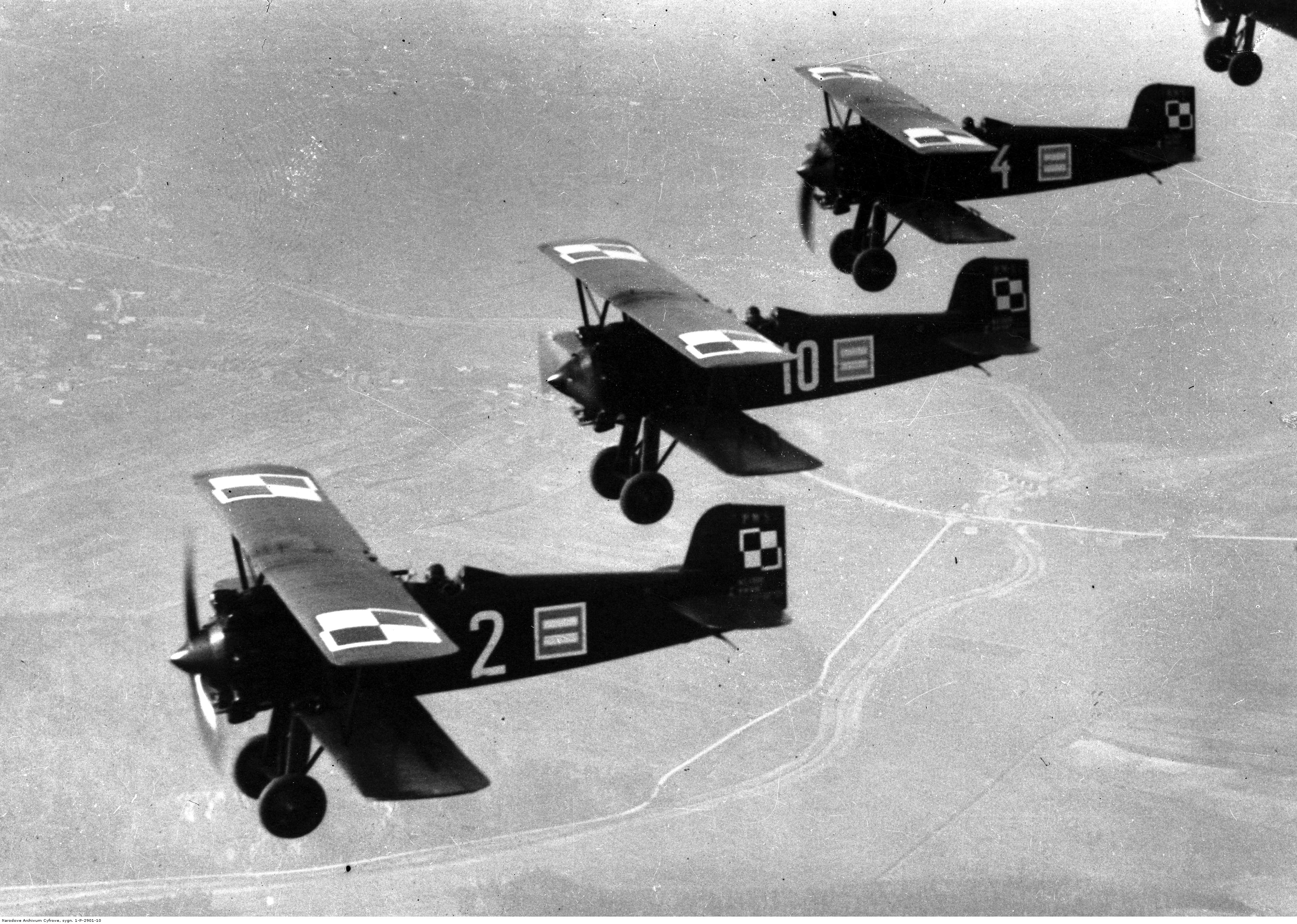
PWS-A im Formationsflug, 1932

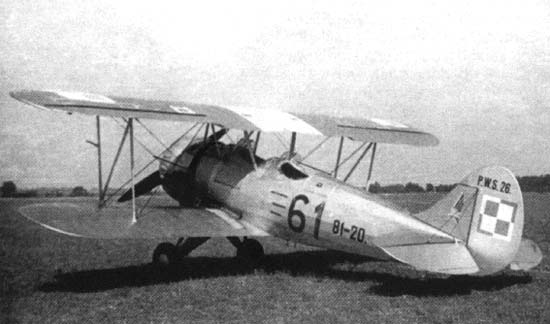
PWS-26, etwa 1938

Gegründet 1923 bei Biała Podlaska, wurden während der ersten drei Jahre nur Lizenzbauten tschechoslowakischer (Avia) und französischer (Potez) Flugzeuge hergestellt. Ab 1926 folgten die ersten eigenen Konstruktionen. Ein Jahr später erschien mit der PWS-10 das erste von PWS in Serie gebaute Flugzeug (80 Stück).
1932 meldete die Firma Konkurs an und wurde ein Jahr darauf verstaatlicht.
Hergestellt wurden sowohl militärische als auch zivile Modelle. Im Jahr 1937 wurde Wacław Czerwiński zum Chefkonstrukteur ernannt, der mit PWS-101 und PWS-102 auch zwei Segelflugzeugtypen entwickelte. Meist gebauter Typ war der einmotorige Schuldoppeldecker PWS-26.
1939 wurde das PWS-Werk durch Bombenangriffe der deutschen Luftwaffe zerstört.